# Phalangitis crymorrhoa
Phalangitis crymorrhoa är en fjärilsart som beskrevs av Edward Meyrick 1907. Phalangitis crymorrhoa ingår i släktet Phalangitis och familjen Plutellidae. Inga underarter finns listade i Catalogue of Life.